# Dasyhelea subgrata
Dasyhelea subgrata är en tvåvingeart som beskrevs av Tokunaga 1961. Dasyhelea subgrata ingår i släktet Dasyhelea och familjen svidknott. Inga underarter finns listade i Catalogue of Life.